# Dysschema aglaura
Dysschema aglaura är en fjärilsart som beskrevs av Pieter Cramer 1779. Dysschema aglaura ingår i släktet Dysschema och familjen björnspinnare. Inga underarter finns listade i Catalogue of Life.